# Tone Dolinšek
Tone Dolinšek (pseudonym Metod; 14. leden 1910, Lublaň – 12. února 1991, Lublaň) byl slovinský komunista a účastník národněosvobozeneckého boje.

## Životopis
Vyučil se soustružníkem a před druhou světovou válkou pracoval v kovodělném průmyslu. V roce 1936 se stal členem Komunistické strany Jugoslávie, angažoval se také v odborovém hnutí. Od podzimu 1939 do června 1941 byl tajemníkem okresního výboru slovinských komunistů v Lublani. Po okupaci se stal členem vojenské komise ústředního výboru Komunistické strany Slovinska (KPS) a tajemníkem vojenského výboru v Lublani, kde vedl organizování vojenských oddílů a odjezd partyzánů. Od prosince 1941 byl tajemníkem krajského výboru KPS v Kraňsku. V březnu 1942 byl zatčen, rok strávil ve vězení. V březnu 1943 byl převezen do koncentračního tábora Mauthausen.
Po osvobození se věnoval politickým funkcím. Byl mimo jiné předsedou vedení slovinských odborů a členem předsednictva slovinské Ústavodárné skupščiny. V roce 1954 odstoupil ze svých funkcí a až do důchodu pracoval jako soustružník.